# Irracionális függvény
Az y=f(x) explicit egyenlettel adott algebrai függvényt akkor nevezzük irracionálisnak, ha az {\displaystyle f(x)} kifejezésben az argumentumot is érintő gyökvonás szerepel az (esetleg hiányzó) négy alapműveleten és az egész kitevős hatványozáson kívül.
Példa: {\displaystyle y=3x^{5}-7x^{-4}+{\sqrt[{3}]{2x^{2}-4x+1}}} .

## Nevezetes irracionális függvények

### Gyökfüggvény
Az {\displaystyle y={\sqrt[{n}]{x}},~(x\geq 0,n\in \mathbb {N} )} függvény a nemnegatív számokra leszűkített értelmezési tartományú {\displaystyle y=x^{n}} hatványfüggvény inverz függvénye. Ugyanakkor speciális esete az {\displaystyle y=x^{k},~(k=1/n)} hatványfüggvénynek:
{\displaystyle y=x^{\frac {1}{n}}}.
A függvény grafikonja a megfelelő n-edfokú félparabola tükörképe:

### Törtkitevős hatványfüggvény
Az {\displaystyle y=x^{\frac {m}{n}},~(x\geq 0,(m,n)\in \mathbb {N} )} implicit egyenlettel adott hatványfügvény értelmezési tartománya általában a {\displaystyle D_{f}=x\geq {0}} tartomány, de a {\displaystyle k=m/n} kitevőtől függően esetenként kiterjeszthető a negatív számokra is. A függvény grafikonja k>0 esetben parabolikus (parabolára emlékeztető), a {\displaystyle k<0} esetben pedig hiperbolikus görbe.
Néhány példa:

### Lineáris függvény négyzetgyöke
Az {\displaystyle y=+{\sqrt {bx+c}}} és az {\displaystyle y=-{\sqrt {bx+c}}} függvények grafikonja a {\displaystyle bx-y^{2}+c=0} implicit egyenlettel adott kúpszelet (parabola) egy-egy fele. (Másodrendű görbe.)

### Másodfokú függvény négyzetgyöke
Az {\displaystyle y=+{\sqrt {ax^{2}+bx+c}}} és az {\displaystyle y=-{\sqrt {ax^{2}+bx+c}}} függvények grafikonja az {\displaystyle ax^{2}-y^{2}+bx+c=0} implicit egyenlettel adott kúpszelet egy-egy fele. Ha az {\displaystyle a>0}, akkor a görbe ellipszis, különben hiperbola. (Másodrendű görbe.)